# Markus Fischer
Markus Fischer (Zuric, 29 de juliol de 1953) és un director de cinema, productor de cinema, compositor i guionista suís.

## Biografia
Fischer va completar la seva formació inicial en la indústria gràfica. Va aparèixer com a compositor, músic i cantant de jove. A partir de 1975 va emprendre viatges més llargs a Centreamèrica i als EUA. Després va treballar com a assistent de direcció en les àrees de direcció, càmera, muntatge i so per a diverses produccions de llargmetratges. Des de 1978, Fischer treballa com a productor, coproductor, guionista, director i de vegades com a compositor de música de cinema. Va treballar com a professor al ZHdK Zurich (curs de cinema) i HKB (Universitat de les Arts de Berna, departament d'actuació). Viu a Zuric i Berlín.
L'any 1985 es va fundar Boa Filmproduktion AG. L'any 2005 va fundar Snakefilm GmbH, amb seu a Zuric, que és actiu en els camps de llargmetratges, teatre de televisió i coproduccions amb Alemanya. Fischer és membre de l'SFP, l'Associació de Productors de Cinema Suïssa i l'Associació de Directors Suïssos (ARF) i membre de l'Acadèmia de Cinema Suïssa.
Fischer va treballar com a director i guionista a Alemanya durant més de 10 anys. Per a Bavaria Film va realitzar diversos episodis de Tatorte (BR i WDR) i va treballar per a totes les principals emissores alemanyes en l'àrea de pel·lícules de televisió i obres de teatre.
Les produccions més reeixides de Fischer inclouen la sèrie de crims de la SRF "Hunkeler", basada en les novel·les de Hansjörg Schneider, i 7 temporades de l'exitosa sèrie de SFR Der Bestatter amb Mike Müller en el paper principal. La sèrie va ser la primera producció suïssa amb llicència de Netflix. El seu treball també inclou dues pel·lícules de dansa premiades. En el sector del cinema, Fischer va posar en escena Zimmer 36 (amb Anne-Marie Blanc), Brandnacht (amb Bruno Ganz) i Marmorera (amb Anatole Taubman). L'estiu del 2020, Fischer va rodar una versió cinematogràfica de Die schwarze Spinne de Gotthelf a Hongria i a l'Emmental, basada en el guió de Plinio Bachmann i Barbara Sommer. La pel·lícula es va estrenar a Suïssa al Solothurner Filmtage i va estar als cinemes suïssos a partir del març de 2022, el juliol de 2022 es va projectar al Festival de Pel·lícules Fantàstiques NIFFF de Neuchatel, el setembre de 2022 s'estrenava al festival alemany al Festival de Cinema de Schwerin com a entrada al concurs.
El 2023, Fischer va posar en escena la seqüela cinematogràfica de la sèrie homònima Der Bestatter – Der Film després de l'èxit de la sèrie Der Bestatter. L'estrena als cinemes a Suïssa va ser el 6 d'abril de 2023.

## Filmografia

### Director
- 1985: Kaiser und eine Nacht
- 1986: Der Nachbar (també guió)
- 1987: Zimmer 36 (també guió i producció)
- 1991: Tatort: Kameraden (sèrie de televisió, també guió)
- 1992: Heiss-Kalt (també guió)
- 1992: Brandnacht (també guió i edició)
- 1993: Tatort: Himmel und Erde
- 1994: Lisa
- 1996: Tatort: Der Spezialist (també guió)
- 1996: Tatort: Das Mädchen mit der Puppe
- 1996: Tatort: Die Abrechnung (també guió i banda sonora)
- 1996: Im Rausch der Liebe (també guió)
- 1998: Tatort: Streng geheimer Auftrag (també guió i banda sonora)
- 1998: Zucker für die Bestie
- 1999: Rot wie das Blut
- 1999: Todesengel
- 1999: Das rote Strumpfband (també música)
- 2000: Tatort: Trittbrettfahrer (també guió)
- 2000–2003: Lüthi und Blanc (també guió)
- 2002: Big Deal (també guió)
- 2002: Feuer oder Flamme (Füür oder Flamme)
- 2003: One Bullet Left (també guió i edició)
- 2004: Ich werde immer bei euch sein
- 2004: Hunkeler – Tod einer Ärztin (també guió)
- 2006: Süssigkeiten
- 2007: Marmorera (també guió)
- 2008: Hunkeler macht Sachen
- 2010: Sechs Tage Angst (també coguió)
- 2011: Silberkiesel – Hunkeler tritt ab (també producció)
- 2013: Der Bestatter (direcció, Prod)
- 2014: Der Bestatter (Prod)
- 2015: Der Bestatter (Prod)
- 2016: Zoé & Julie – Hidden Marks (també coguió)
- 2016: Der Bestatter (Prod)
- 2017: Der Bestatter (Prod)
- 2018: Der Bestatter (Prod)
- 2019: Der Bestatter (Prod)
- 2020: Die schwarze Spinne (Prod/direcció)
- 2023: Der Bestatter – Der Film (Prod/direcció)

## Premis i nominacions
- Mystery-Filmfestival Catholica: Premi especial director per «Der Nachbar»,
- Premi a la direcció Alpinale Bludenz per «Der Nachbar»
- Festival de Cinema Documental de Nyon: 2n premi al concurs de «Finsternis»,
- Prag Crystal i Prix Italia per la pel·lícula de dansa «Passengers» (Coreografia de Richard Wherlock)
- Nominat al Deutscher Fernsehpreis per «Zucker für die Bestie»
- 2004 Rose d'Or a la millor música per «One bullet left»
- 2007 Premi SUISA a la millor pel·lícula musical: Marmorera
- 2007 Festival de Màlaga: millor pel·lícula i millor fotografia
- 2011 Premi del Festival de Cinema de Solothurn per «Hunkeler und der Fall Livius»